# 조양초등학교 (속초시)
조양초등학교는 대한민국 강원특별자치도 속초시에 있는 초등학교다.

## 학교 연혁
- 1970.12.30 조양국민학교 설립인가 (12학급)
- 1971.04.03 조양국민학교 개교
- 1996.03.01 조양초등학교로 개칭
- 2013.02.15 제42회 졸업식 (92명, 총계 4,931명)
- 2013.03.01 제15대 교장 함동섭 선생님 부임
- 2014.02.14 제43회 졸업식 101명(총 졸업생수 5.032명)
- 2014.03.03 제17학급 편성